# ناجي جميل
ناجي جميل قائد القوى الجوية السورية في حرب أكتوبر عام 1973  ولد في مدينة دير الزور عام 1932 وتخرج من الكلية الحربية عام 1954 وتقاعد عام 1988 و توفي عام 2014 وهو عضو القيادة القومية في حزب البعث العربي الاشتراكي